# Radka Donnell

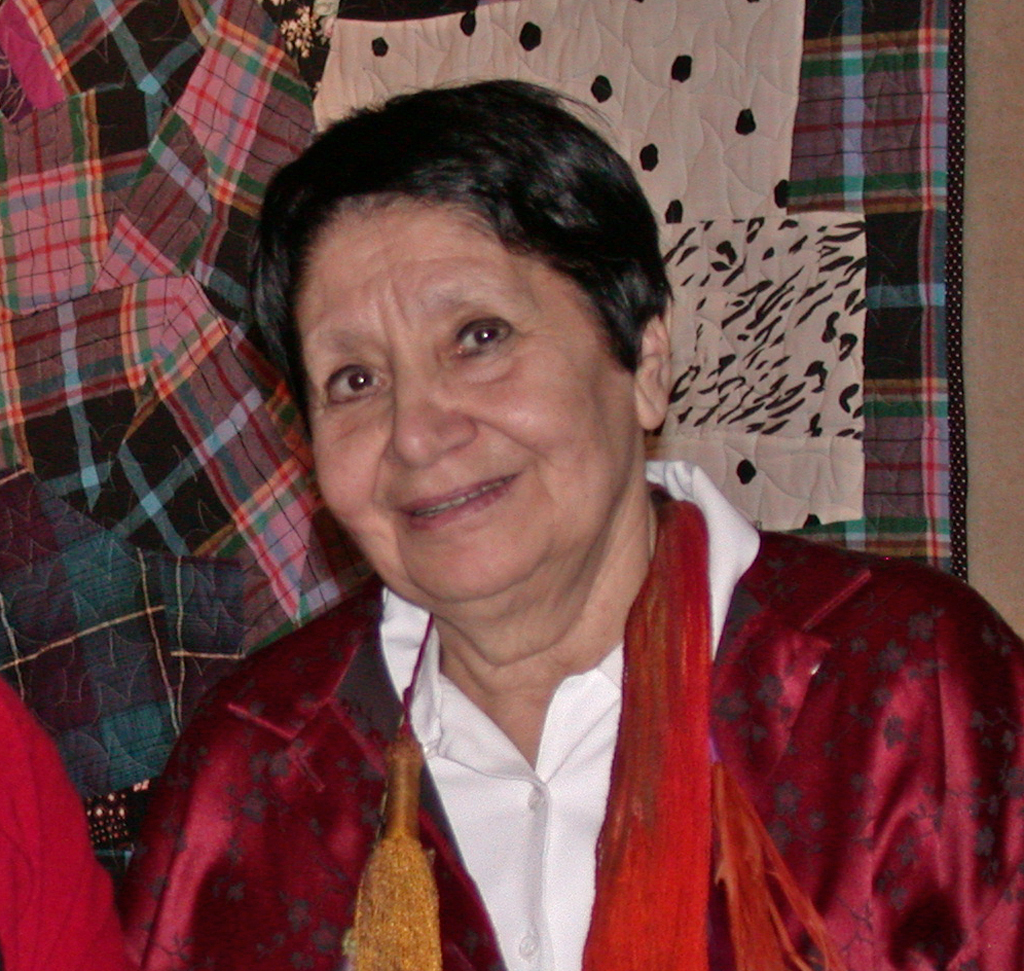
Radka Donnell (2003)

Radka Donnell, geboren als Radka Zagoroff, (* 24. November 1928 in Sofia, Bulgarien; † 13. Februar 2013) war eine deutschsprachige Lyrikerin, auch Erzählerin und Publizistin.

## Leben
Radka Donnell wurde 1928 in Sofia, Bulgarien geboren. Die Kriegsjahre verbrachte sie in Deutschland und emigrierte 1951 in die USA. Nach dem Universitätsabschluss an der Stanford University 1954 wurde Donnell Master of Fine Arts an der University of Colorado at Boulder.
Einen besonderen Ruf erwarb sie sich als Patchwork- und Quilt-Künstlerin.
Radka Donnell schrieb Gedichte auf Deutsch und Englisch.
Sie war mit dem Schweizer Architekturkritiker Adolf Max Vogt verheiratet, der einen Monat vor ihr verstarb. Sie war Mutter zweier Töchter und lebte in Zürich.

## Auszeichnungen/Ehrungen/Preise (Auswahl)
- Werkjahr der Stadt Zürich (1999)

## Wichtigste Publikationen

### Einzelne Bände Gedichte
- leidenschaftspassage, zweisprachig: Deutsch-Bulgarisch, mit Zeichnungen von Hanny Fries, Plovdiv 1993
- am walensee, zweisprachig: Deutsch-Bulgarisch, Plovdiv 1994
- das frühlingsbuch, Plovdiv 1994
- in's nächste jahr, Gedichte 1991–1995, Schwandorf 1995
- die Goldberg variationen, Plovdiv 1997
- nichtausgeträumt, Zürich 2004

Radka Donnel ist in zahlreichen Anthologien in der Schweiz, Deutschland und Österreich vertreten, auch in Küsse und eilige Rosen. Die fremdsprachige Schweizer Literatur, Ein Lesebuch, Zürich 1998

### Prosa
- Die letzte Héloise, Roman, Zürich 2000
- Monets "Nympheas" – Liebesnähe, Zürich 2005

### Werke auf Englisch
- Quilts As Women's Art. A Quilt Poetics, Gallerie Pubns 1990
- Adolf Wölfli, by Daniel Baumann and Radka Donnell, Ithaca & London 1997
- Le Corbusier, the Noble Savage: Toward an Archaeology of Modernism, by Adolf Max Vogt and Radka Donnell, Cambridge, Mass. & London, England 1998